# Nosferatu (film din 2024)
Nosferatu este un film de groază gotic american din 2024 scris și regizat de Robert Eggers. Este o readaptare a filmului Nosferatu – Simfonia groazei (din 1922), el însuși fiind o adaptare neautorizată a romanului Dracula (1897) al lui Bram Stoker. Bill Skarsgård joacă rolul contelui Orlok, cu Nicholas Hoult și Lily-Rose Depp în rolurile lui Thomas și Ellen Hutter. Distribuția secundară îi include pe Aaron Taylor-Johnson, Emma Corrin, Ralph Ineson, Simon McBurney și Willem Dafoe.
Dezvoltarea filmului a început în 2015, când Eggers plănuia să facă din acesta al doilea său film; el l-a descris ca fiind un proiect de pasiune, dar în cele din urmă a optat pentru amânarea producției sale. Skarsgård și Depp au fost distribuiți în rolurile principale în septembrie 2022. Filmările au avut loc în principal la Barrandov Studios din Praga, între februarie și mai 2023.

## Distribuție
- Lily-Rose Depp - Ellen Hutter
- Nicholas Hoult - Thomas Hutter
- Bill Skarsgård - Contele Orlok
- Aaron Taylor-Johnson - Friedrich Harding
- Willem Dafoe - Prof. Albin Eberhart Von Franz
- Emma Corrin - Anna Harding
- Ralph Ineson - Dr. Wilhelm Sievers
- Simon McBurney - Herr Knock